# Régis Messac
Pour les articles homonymes, voir Messac et Régis.
Régis Messac, né à Champagnac le 2 août 1893, porté disparu entre Gross-Rosen et Dora, mort en Allemagne en 1945, est un écrivain français et militant pacifiste adepte de l'action non-violente.
Premier exégète de la littérature policière et scientifique, auteur d’une thèse sur l’origine du roman policier, Le « Detective Novel » et l'influence de la pensée scientifique, Régis Messac écrit avant 1939 les premiers essais littéraires sur la science-fiction.
Arrêté par les Allemands le 10 mai 1943, déporté Nacht und Nebel, il disparaît en Allemagne à une date indéterminée, postérieure au 19 janvier 1945. Son nom figure au Panthéon, parmi ceux des écrivains morts à la guerre.

## Biographie
Fils d’une institutrice et d’un inspecteur du primaire, Régis Messac fréquente successivement les écoles de Léoville, Castellane et Luçon, poursuit ses études secondaires au lycée de Châtellerault puis au lycée Hoche à Versailles. En 1914, il est en khâgne à Paris, au lycée Condorcet, mais échoue par deux fois au concours d’entrée à l’École normale supérieure. La guerre de 1914 fait cesser ses efforts infructueux.

### Première Guerre mondiale
Mobilisé en août, Messac est blessé à la tête le 8 décembre 1914, trépané et versé, en février 1916, à Caen, dans le service auxiliaire où il exerce les métiers les plus singuliers, notamment ceux de coltineur, cuisinier, valet d’écurie, aide-charretier, ravaleur, cardeur de matelas, employé des chemins de fer. Partout, il déploie une égale incompétence et tient à demeurer soldat de seconde classe pour des raisons idéologiques sur lesquelles il s’explique longuement. En 1918, docker dans le port de Dunkerque, il apprend l’anglais avec les Tommies. Démobilisé le 15 avril 1919, pour traduire son écœurement et son dégoût de la guerre, il écrit alors deux romans autobiographiques, Le Voyage de Néania et Ordre de transport, une pièce de théâtre, Phobie du bleu, un pamphlet, Le Pourboire du sang, et Poèmes guerriers dans lesquels il montre le peu de cas que les États font de la vie des soldats.

### Carrière
Entre-temps, profitant d’une convalescence chèrement payée, il obtient, en juillet 1915, sa licence ès-lettres. En 1922, il est reçu à l’agrégation de grammaire. Il est alors nommé professeur au lycée d’Auch (1922-1923), lecteur à l’université de Glasgow (1923-1924), professeur à l’université McGill de Montréal (1924-1929), soutient, à Paris, le 7 décembre 1929, sa thèse, Le « Detective Novel » et l'influence de la pensée scientifique, et, un peu plus tard, sa thèse complémentaire, Influences françaises dans l'œuvre d'Edgar Poe. Au terme d’une réflexion amère et souvent très dure sur la condition professorale (Smith Conundrum), il rentre en France, la même année, après avoir perdu un enfant en bas âge ; il est nommé professeur de 6e au lycée de Montpellier. Docteur ès-lettres, avec la mention très honorable, à l’unanimité, félicitations, double inscription sur la liste d’aptitude à l’enseignement supérieur, il n’a cependant jamais accès à l’université française. Il raconte cette période à la fois féconde et difficile de sa vie dans un autre roman autobiographique, L’Homme assiégé. En 1936, il quitte Montpellier pour rejoindre une autre cité épiscopale, Coutances, où il est titulaire de la chaire de 4e et assure, en 1940, un cours en classe de mathématiques spéciales.

### Activité littéraire et journalistique
Parce qu’il a écrit quelques romans et nouvelles de science-fiction, on présente généralement Régis Messac comme un auteur du genre, voire « un précurseur de la science-fiction française ». Pourtant, Messac a produit une œuvre beaucoup plus vaste et infiniment plus variée. Théo Varlet, qui l’a qualifié « d’historien de la littérature d'imagination scientifique », ne s’y est point trompé. L’anthologiste Marc Madouraud non plus, qui relève à propos de Régis Messac que « son œuvre de pionnier de l’étude de la science-fiction [...] est historiquement plus importante ». En réalité cette œuvre va bien au-delà de l’étude de la science-fiction.
Dès la fin de la guerre de 1914, Messac aiguise sa plume pamphlétaire. De 1919 à 1922, il donne des articles aux revues La Fusée et L’Activité française et étrangère, publication dirigée par Jacques Bonzon, avocat des pauvres et des anarchistes. Messac y développe ses thèmes de prédilection : la corruption, la collusion des puissances financières et du pouvoir politique, l’antimilitarisme, son hostilité à la religion, à la bourgeoisie et à la famille traditionnelle, le bourrage de crâne auquel se livrent l’école et les médias, la question féministe. Ainsi peut-il écrire dans L’Activité française et étrangère du 26 novembre 1919 : « Les bourgeois [...] n’ont pas d’idées et ils ont peur d’en avoir. La France est une nation de petits boutiquiers perdus par un esprit de lucre étroit, dont toute la science est de grappiller sur le salaire du travailleur. »
Messac publie de nombreux articles dans les colonnes du Quotidien et du Progrès civique, en donne à des revues littéraires ou scientifiques comme La Grande Revue, La Revue belge, la Revue d’histoire littéraire de la France, la Revue de littérature comparée, Science, La Science moderne, au journal pacifiste le Barrage, des revues syndicales : L’École émancipée, Encre rouge, La Tribune syndicale, L’Université nouvelle, mais aussi, à partir de janvier 1930, il écrit dans la revue Les Primaires dont il devient rédacteur en chef de janvier 1932 à mars 1940. Sous son nom et sous divers pseudonymes, Messac tient des rubriques, publie ses propres études littéraires et scientifiques, ses chroniques, nouvelles, traductions, écrit des articles polémiques, satiriques et un nombre important de comptes-rendus d’ouvrages à caractère littéraire scientifique ou philosophique. En 1935, il rassemble dans une rubrique, « Dents de vautour et mains de serpent », les plus belles perles littéraires portées à sa connaissance.
Il participe aussi, de 1934 à 1939, au follicule Simplement. À partir de 1937, Messac rédige la page culturelle de Nouvel Âge quotidien de Georges Valois ; il collabore à d’autres revues dites de littérature prolétarienne : Tout et tout, La Révolution prolétarienne, et Les Humbles de Maurice Wullens.

### Engagement politique
En politique, selon le journaliste François Fonvieille-Alquier, Messac se défiait « des grands partis organisés de la gauche et leur préférait les groupements anarchisants, trotskysants, les minorités syndicales et autres formations fantômes soumises à des conflits de tendances et à des scissions périodiques ». Le Dictionnaire des anarchistes précise : « Régis Messac demeura sept années à Montpellier où il a laissé le souvenir d’un libertaire farceur et sarcastique se moquant de toutes les conventions et de toutes les idées reçues. »
Adepte de la non-violence, théoricien de la paix, membre, dans les années 1930, du comité directeur de la Ligue internationale des combattants de la paix, aux côtés de Félicien Challaye et de Robert Jospin, Messac se revendique pacifiste actif. Il se flatte de n’avoir jamais utilisé une arme contre l’ennemi et déclare, le 4 septembre 1943, lors de son procès devant le tribunal militaire allemand, « n’avoir jamais ni professé ni prêché la haine contre les Allemands », être « prêt à serrer la main du soldat allemand qui l’avait blessé d’un coup de feu au début de la guerre de 1914 ». Régis Messac a traversé comme un météore le ciel de l'anarchisme non-violent.
Le gouvernement lui a décerné la Croix de guerre, à titre posthume. À titre posthume toujours, il a été fait sous-lieutenant, et chevalier dans l’ordre de la Légion d'honneur.

### Seconde Guerre mondiale
Durant la Seconde Guerre mondiale, alors que, selon son expression, « la ronde infernale autour du globe [qu’il avait] prédite dans Quinzinzinzili est commencée, cette fois pour de bon », Régis Messac rédige Pot-pourri Fantôme, une chronique des années de guerre et d’Occupation de 1939 à 1942. Ce pamphlet contre le régime de Vichy est salué par la critique comme « la meilleure peinture littéraire jamais réalisée sur cette période », comme un réquisitoire « où gronde la révolte d’un esprit libre devant la servitude », un livre qui « appartient au petit nombre des documents précieux de l’histoire immédiate que l’Histoire conformiste laisse disparaître quand elle n’a pas contribué à leur anéantissement. »
Simultanément, Régis Messac s’engage dans la constitution d’une fraction du Front national, un mouvement de résistance d’obédience communiste, qui s’est développé dans la Manche à partir de 1941. Arrêté à Coutances le lundi 10 mai 1943, il est détenu à la prison de Saint-Lô jusqu’au 7 octobre 1943. Condamné à un an de prison le 5 septembre précédent, il est déporté Nacht und Nebel pour être rejugé en Allemagne par le Tribunal du peuple à Breslau. Au cours de son périple, il connaît successivement la prison de Fresnes (7 octobre – 11 novembre 1943), le camp de concentration de Natzweiller-Struthof, en Alsace (12 novembre 1943 – 10 juillet 1944), le pénitencier de Brieg, en Silésie (19 juillet – 13 octobre 1944), le camp de concentration de Gross-Rosen (à partir du 13 octobre 1944). La dernière trace avérée de son existence porte la date du 19 janvier 1945 au camp de Gross-Rosen. On peut cependant penser qu’il a pu être évacué, en février, sur le camp de Dora (auquel cas il aurait été contraint de participer aux marches de la mort), voire, en mars, du camp de Dora sur le camp de Bergen-Belsen.
Régis Messac qui, dès 1931, dans sa revue Les Primaires, s’était intéressé à l’univers concentrationnaire, en connaissait le mécanisme. Dans son récit des horreurs vécues au camp du Struthof, François Kozlik décrit l'étonnement des internés lorsque arrivent au camp, en 1943, les premiers NN Franzosen (Français Nacht und Nebel). « C'étaient, dit-il, des prêtres portant la soutane, des officiers supérieurs, c'étaient, comme on le sut plus tard, des médecins, des ouvriers, des paysans. Presque sans exception des Français de la Résistance. » Puis, après avoir quelque temps observé ces prisonniers d'un genre nouveau, Kozlik ajoute : « Il est presque incroyable [de constater] de quelles réserves de forces l'être humain dispose. [...] Car la tenue de ces Français, la manière dont ils serraient les dents, le courage avec lequel ils se chargeaient de travaux impossibles à exécuter, la discipline avec laquelle ils sortaient par le portail, tous en rang, le corps redressé, le visage décomposé, d'une pâleur mortelle, enflé et ensanglanté, mais tenant droit la tête dans un effort farouche, émurent même le plus endurci des internés, qui ne pouvait cacher son admiration ».
Le témoignage des compagnons d’infortune de Messac, rescapés de l’enfer concentrationnaire allemand, confirme l’attitude de dignité exemplaire de « cet intellectuel aux mains blanches, qui n’avait jamais manié la pioche », qui s’employa à venir en aide à ses camarades, à intervenir dans les conflits les opposant aux Allemands, à protéger les plus vulnérables au péril de sa vie.
Il aurait pu, notamment, utiliser la connaissance qu'il avait de la langue allemande pour obtenir, en camp, un emploi plus doux. Il refusa, cachant même ses compétences dans ce domaine à ses geôliers, du moins au début : « Il se contentait de nous traduire en cachette le communiqué allemand que nous recevions journellement.» (Marcel Leclerc ) Cédant aux instances de ses camarades d'infortune, il finit par accepter, fin 1944, d'être l'interprète du chef de Block et connaît effectivement, pendant quelque temps, un sort un peu moins rude.
Porté disparu, la date fictive de la mort de Régis Messac est fixée au 15 mai 1945 par jugement du tribunal de Coutances en date du 26 juin 1946.
« À part une mauvaise photographie et un portrait, écrit Francis Lacassin dans L'Express du 5 février 1973, il ne reste rien de lui ; sauf son œuvre… Cela vaut mieux qu’une pierre tombale pour un homme qui, non sans raison, voyait en ses contemporains des cadavres en puissance. »
Son cénotaphe se trouve à Coutances, où une rue porte son nom.

## Œuvre publiée

### Études, Essais
- Le « Detective Novel » et l'influence de la pensée scientifique (thèse), Honoré Champion,1929 ; nouvelle édition, corrigée et annotée, préface de Claude Amoz, postface de François Guérif, Paris, Les Belles Lettres, coll. Encrage/travaux, 2011  (ISBN 978-2-251-74246-5).
- Influences françaises dans l'œuvre d'Edgar Poe (thèse complémentaire), Paris, Picard, 1929.
- Micromégas , La Laborieuse, 1936 ; réédition : Paris Éditions ex nihilo, 2008  (ISBN 2-916-185-04-6).
- Brève histoire des hommes (articles parus dans Nouvel Âge, 1938-1939) ; réédition : Ex Nihilo, 2009  (ISBN 978-2-916185-07-1)
- Esquisse d'une chronobibliographie des Utopies [1940], Lausanne, Club Futopia, 1962.
- La Révolution culturelle [1938], Paris, Art et Culture, 1988.
- Les Romans de l’homme-singe [1935], préf. de Marc Angenot, Paris, Éditions ex nihilo, 2007  (ISBN 978-2-916185-01-9).
- Les Premières Utopies, suivi de La négation du progrès dans la littérature moderne ou Les antiutopies, préf. de Serge Lehman, Paris, Éditions ex nihilo, 2009  (ISBN 978-2-916185-05-7).
- Liberté, liberté chérie !, éd. établie, présentée et annotée par Olivier Messac, Paris, Éditions ex nihilo, 2007  (ISBN 978-2-916185-01-9).

### Poésie
- Poèmes guerriers, 1929

### Pédagogie
- À bas le latin !, 1933 ; nouvelle édition, établie, présentée et complétée par Olivier Messac, préf. d'Anne-Marie Ozanam, Ex Nihilo, 2010  (ISBN 978-2-916185-10-1)

### Romans policiers
- Le Mystère de Monsieur Ernest [1928], préf. François Hoff, postface Guibert Lejeune, la Grange-Batelière, 2022  (ISBN 979-1-097127-28-2)
- Ardinghera [1931], préf. Jean-Paul Morel, postface Guibert Lejeune, la Grange-Batelière, 2021  (ISBN 979-1-097127-19-0)
- La Taupe d'or [1934], préf. François Hoff, la Grange-Batelière, 2021  (ISBN 979-1-097127-25-1)
- Cinis in cinerem [1936], préf. Marie-Laure Susini-Messac, posface Guibert Lejeune, la Grange-Batelière, 2021  (ISBN 979-1-097127-34-3)

### Romans et nouvelles (SF)
- Quinzinzinzili, Paris, La Fenêtre ouverte, 1935 [détail de l’édition]L'avant-propos de l'auteur contient la première définition du néologisme hypermonde. réédité chez L'Arbre Vengeur coll. L'Alambic en 2007, et à La Table ronde, 2017  (ISBN 978-2-7103-8157-0)
- La Cité des asphyxiés, La Fenêtre ouverte, 1937 ; réédition : Ex Nihilo, 2010  (ISBN 978-2-916185-09-5)
- Valcrétin (préf. Natacha Vas Deyres), Ex Nihilo, 2009 (1re éd. 1973) [détail de l’édition] (ISBN 978-2-916185-06-4)
- Musique arachnéenne [1932], Jean-Claude Lattès, 1973 : réédition : Ex Nihilo, 2016 (avec La Loi du Kampilan [1927], nouvelles, préf. de Jean-Luc Buard)  (ISBN 978-2-916185-30-9)
- Le Miroir flexible [1933], préf. Gérard Klein, Ex Nihilo, 2008  (ISBN 978-2-916185-03-3)

Romans à caractère autobiographique
- Le Voyage de Néania à travers la guerre et la paix [1926], préf. de Didier Daeninckx, Ex Nihilo, 2014  (ISBN 978-2-916185-26-2)
- Smith Conundrum, roman d'une université américaine [1942], préf. de Marc Angenot, postf. de Robert Michel, Ex Nihilo, 2010  (ISBN 978-2-916185-11-8)

### Chroniques
- Pot-pourri fantôme, chronique des années d'Occupation, 1939-1942, préf. de Ralph Messac, Bellenand, 1958
- La Crise, chronique éditoriale, 1930-1939, préf. de Michel Besnier, Ex Nihilo, 2013  (ISBN 978-2-916185-23-1)
- Propos d'un Utopien, tome I, préf. de Natacha Vas-Deyres, Ex Nihilo, coll. Hier & Demain, 2015  (ISBN 978-2-916185-29-3)

### Critique littéraire
- « Polydore Marasquin au royaume des singes », présentation d'une réédition des Émotions de Polydore Marasquin (1857) de Léon Gozlan, revue Les Primaires, juin 1931.
- Esquisses de morphologie littéraire, revue Les Primaires, 1er semestre 1936. Lire en ligne sur Gallica
- Roman policier, fragment d'histoire, préf. de Gérard Durozoi, Ex nihilo, 2009  (ISBN 978-2-916185-08-8)
- Hypermondes, bibliothèque de l'imaginaire, du roman scientifique et de l'utopie, préf. de Clément Hummel, repères biographiques et bibliographiques par Olivier Messac, Ex Nihilo, coll. Hier & Demain, 2018  (ISBN 978-2-916185-32-3)

### Correspondance
- Lettres de prison, correspondance clandestine, [1943], suivi de la Mort du Loup, itinéraire d'un disparu, Ex Nihilo, 2005 ; deuxième édition, Ex Nihilo, 2007  (ISBN 978-2-916185-00-2)
- Coutances à l'heure allemande, correspondance 1940-1943, préf. de Dominique Kremp & Guibert Lejeune, postf. d'André Prudhommeaux, Ex Nihilo, 2019  (ISBN 978-2-916185-34-7)

### Traductions
David H. Keller
- Les Mains et la machine (Stenographer's Hands, 1928), 1932
- La Nourrice automatique (The Psychophonic Nurse, 1928), 1936
- La Guerre du lierre (The Ivy War, 1930), 1936
- Pourquoi ? (The Question), 1937
- Le Fou du ciel (The Flying Fool), 1937
- La Lune de miel perpétuelle (Life Everlasting), 1938
- Le Duel sans fin (The Eternal Conflict), 1939 (publication partielle)

Fitz James O'Brien
- Animula (The Diamonds Lens), 1931
- L’Histoire du dragon Fang, 1935

Max Nettlau
- Esquisse d'histoire des Utopies (Esbozo de historia de las Utopias, 1934), 1936-1938

Jack London
- Ce que la vie signifie pour moi (What Life Means to Me, 1905), 1939

## Pseudonymes
- Robert Champagnac
- John Doe
- Maxime Dolus
- Jehan Fabian
- Mad Hobo
- Jérémie Jéricho
- Romain Lécapère
- Gontran Lenoir (repris par son fils Ralph)
- Sancho Llorente
- Robert Ludion
- Le Mandarin
- Columbus North
- L’Ours mal léché
- Margarita Risa
- Elsa Rothgemünde
- Esteban Scanlan
- Doctor Séraphicus
- Laurent Zurbarran